# Коптевичи (Гродненская область)
Ко́птевичи (бел. Копцевічы, пол. Kopcewicze) — деревня в Сморгонском районе Гродненской области Белоруссии.
Входит в состав Кревского сельсовета.
Расположена у юго-западной границы района. Расстояние до районного центра Сморгонь по автодороге — около 35 км, до центра сельсовета агрогородка Крево по прямой — чуть менее 8 км. Ближайшие населённые пункты — Гейстуны, Головатишки, Загорняты. Площадь занимаемой территории составляет 0,416 км², протяжённость границ 5320 м.

## История
По описи 1789 года входила в состав староства Крево. За подавлением восстания Костюшко 1794 года последовал Третий раздел Речи Посполитой, в результате которого территория Великого княжества Литовского отошла к Российской империи и деревня была включена в состав новообразованной Кревской волости Ошмянского уезда Виленской губернии. В 1866 году Коптевичи насчитывали 31 ревизскую душу, входили в состав деревенского округа Чухны.
После Советско-польской войны, завершившейся Рижским договором, в 1921 году Западная Белоруссия отошла к Польской Республике и деревня была включена в состав новообразованной сельской гмины Крево Ошмянского повета Виленского воеводства.
В 1938 году Коптевичи насчитывали 26 дымов (дворов) и 143 души.
В 1939 году, согласно секретному протоколу, заключённому между СССР и Германией, Западная Белоруссия оказалась в сфере интересов советского государства и её территорию заняли войска Красной армии. Деревня вошла в состав новообразованного Сморгонского района Вилейской области БССР. После реорганизации административного-территориального деления БССР деревня была включена в состав новой Молодечненской области в 1944 году. В 1960 году, ввиду новой организации административно-территориального деления и упразднения Молодечненской области, Коптевичи вошли в состав Гродненской области.
До 2008 года деревня входила в состав Ордашинского сельсовета.

## Население
| 1938 | 1999 | 2009 |
| ---- | ---- | ---- |
| 143  | 56   | 35   |

## Транспорт
Грунтовой автодорогой местного значения Н7976 деревня связана с автодорогой Н6727 Коптевичи — Коренды — Ордаши — Боярск. Также через деревню проходит автодорога Н7977 Орленяты — Коптевичи — Коренды — Ордаши — Четырки.
Через деревню проходят регулярные автобусные маршруты:
- Ошмяны — Гейстуны
- Сморгонь — Коптевичи